# La Grazia (2025)
La Grazia (dt.: „Die Anmut“ oder „Die Gnade“) ist ein italienischer Spielfilm von Paolo Sorrentino aus dem Jahr 2025. Die Liebesgeschichte mit Toni Servillo und Anna Ferzetti in den Hauptrollen wurde als Eröffnungsfilm der Internationalen Filmfestspiele von Venedig ausgewählt. 

## Handlung
Der Liebesfilm soll vor den letzten Tagen einer fiktiven italienischen Präsidentschaft angesiedelt sein.

## Hintergrund
Für Paolo Sorrentino ist La Grazia der elfte Kinospielfilm, bei dem er Regie führte. Auch verfasste er das Drehbuch und war Koproduzent. Für die Hauptrollen wurden die italienischen Schauspieler Toni Servillo und Anna Ferzetti verpflichtet. Für Sorrentino und Servillo war es die siebte Zusammenarbeit an einem Spielfilmprojekt. Der Regisseur habe mit seinem favorisierten Darsteller eigenen Angaben zufolge seit 20 Jahren einen „romantischen Film“ drehen wollen. Dies habe Sorrentino mit La Grazia geschafft, obwohl er vom Stil her „nicht plötzlich von Fellini zu Truffaut“ habe wechseln wollen. Regisseur und Schauspieler hätten „endlich den richtigen Ton gefunden, um die Liebe auf die Leinwand zu bringen“. Die Geschichte von La Grazia soll vor den letzten Tagen einer fiktiven italienischen Präsidentschaft spielen. Unter Sorrentinos Regie hatte Servillo bereits die Rollen der italienischen Ministerpräsidenten Giulio Andreotti (Il Divo, 2008) und Silvio Berlusconi (Loro – Die Verführten, 2018) übernommen.

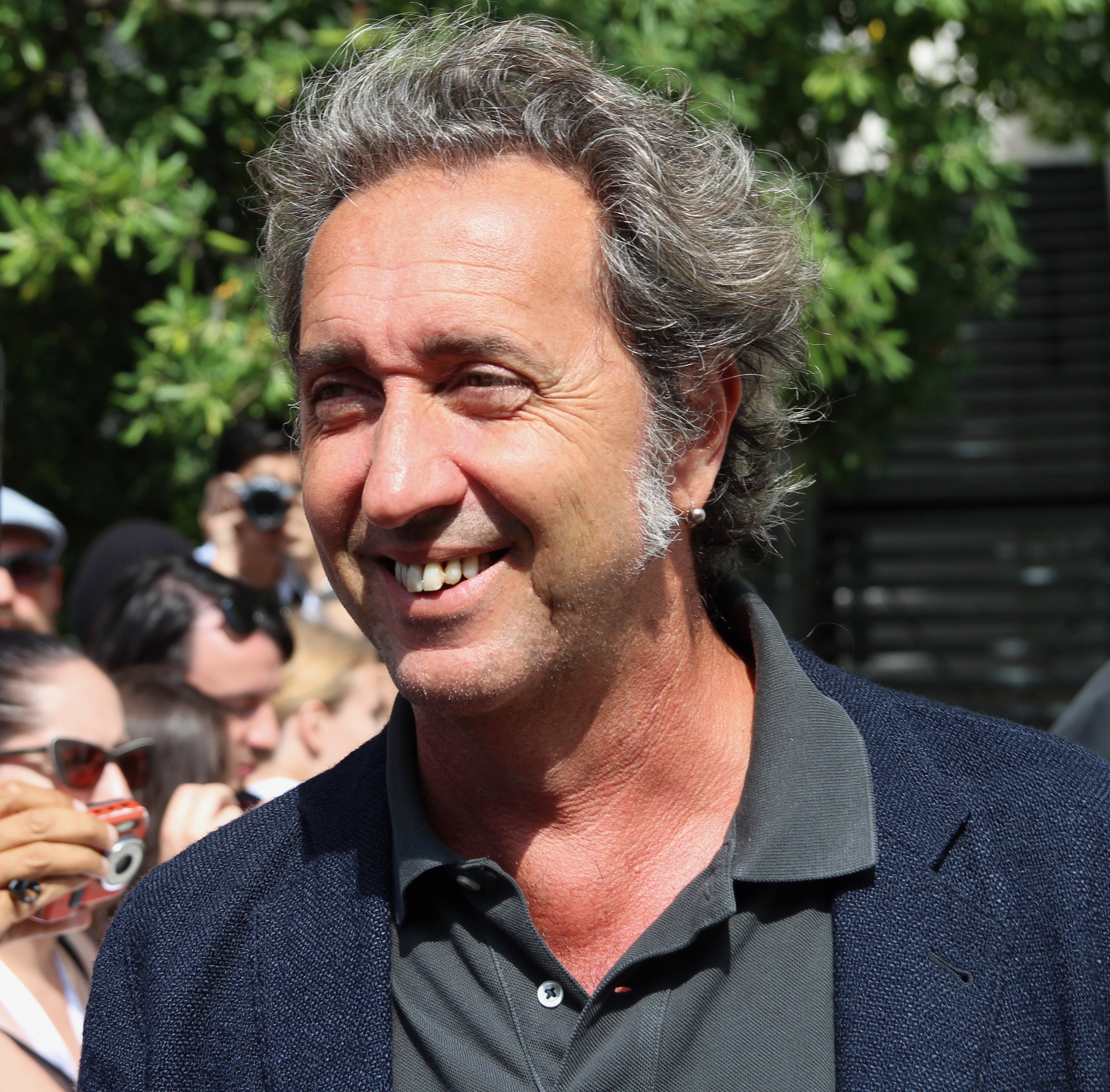
Paolo Sorrentino (2018)
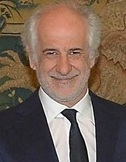
Toni Servillo (2014)
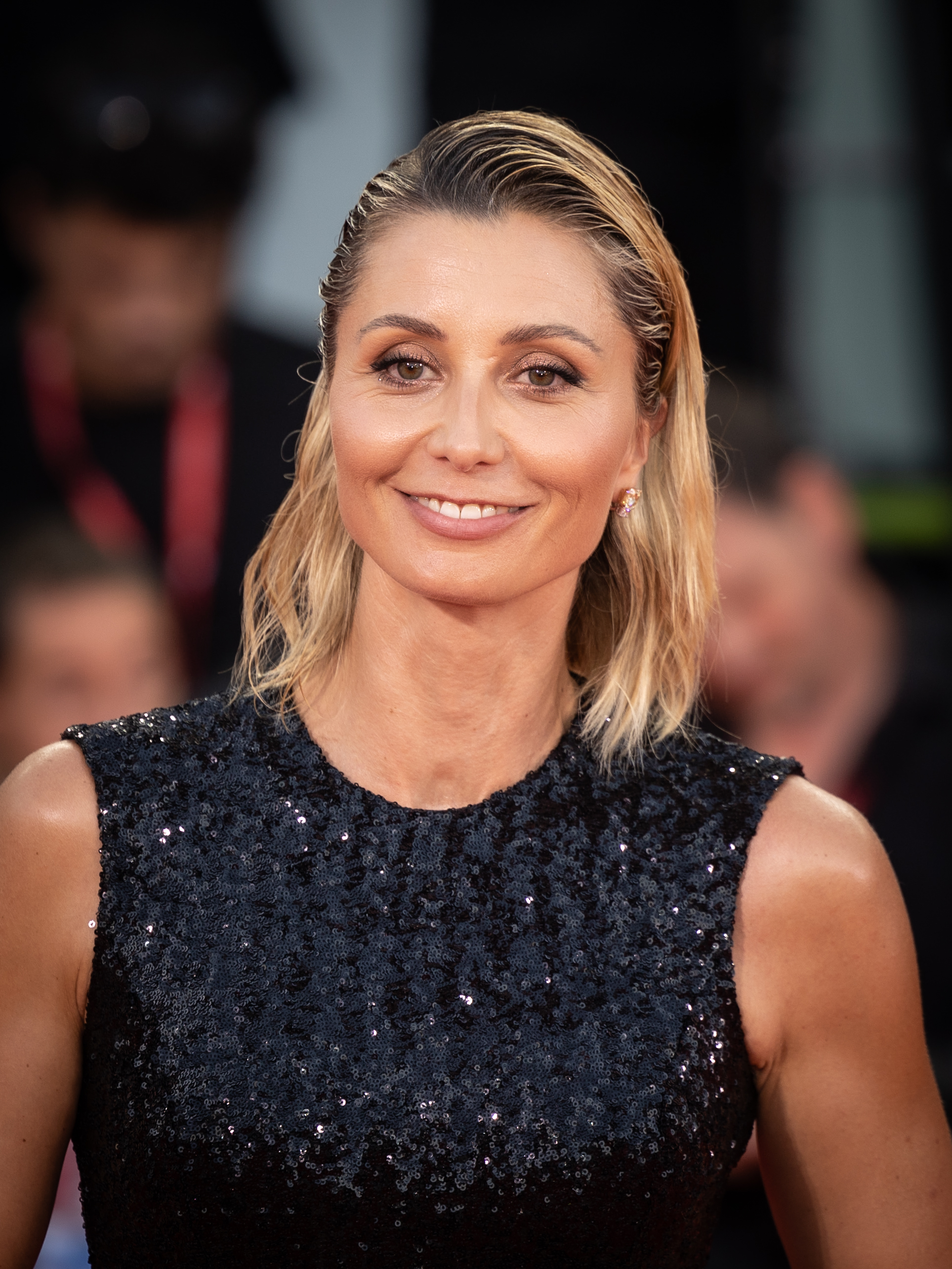
Anna Ferzetti (2024)

Für Kamera und Schnitt vertraute Sorrentino auf seine langjährigen Weggefährten Daria D’Antonio und Cristiano Travaglioli.
Der Film wurde von den Unternehmen The Apartment, Numero 10 und PiperFilm produziert.

## Veröffentlichung
La Grazia wurde als Eröffnungsfilm des am 27. August 2025 beginnenden 82. Filmfestivals von Venedig ausgewählt. Dort wurde das Werk in den Hauptwettbewerb aufgenommen.
Ein regulärer Kinostart in Italien ist durch den Verleih PiperFilm vorgesehen. Außerhalb Italiens hält der Streamingdienst Mubi die weltweiten Verwertungsrechte. The Match Factory ist für den internationalen Vertrieb zuständig.

## Auszeichnungen
Für La Grazia erhielt Sorrentino nach 2021 seine zweite Einladung in den Wettbewerb um den Goldenen Löwen, den Hauptpreis des Filmfestivals von Venedig.